# Нерав
Нерав (мкд. Нерав) је насеље у Северној Македонији, у североисточном делу државе. Нерав је у оквиру општине Крива Паланка.

## Географија
Нерав је смештен у североисточном делу Северне Македоније, близу државне границе са Србијом (2 km). Од најближег већег града, Куманова, село је удаљено 80 km источно.
Село Нерав се налази у историјској области Славиште. Насеље је положено високо, на западним висовима планине Герман, на преко 1.100 метара надморске висине.
Месна клима је планинска због знатне надморске висине.

## Становништво
Нерав је према последњем попису из 2002. године имао 175 становника. Од тога огромну већину чине етнички Македонци (100%).
Претежна вероисповест месног становништва је православље.